# 1972 год в телевидении
Список 1972 год в телевидении описывает события в мире телевидения, произошедшие в 1972 году.

## События

### Август
- 15 августа — Запущен телеканал TLC.

### Ноябрь
- 8 ноября — Запущена кабельная и спутниковая сеть HBO (США).

### Декабрь
- 31 декабря — Запущен телеканал France 3.

## Родились
- 11 января — Андрей Малахов — российский телеведущий.
- 15 января — Анастасия Мельникова — российская телеведущая, корреспондент и журналистка.
- 20 февраля — Ирада Зейналова — российская телеведущая, корреспондент, журналистка и дипломат.
- 6 марта — Василий Уткин — российский телеведущий, спортивный журналист и комментатор.
- 11 апреля — Михаил Антонов — российский телеведущий, корреспондент программы «Вести» в Германи и журналист.
- 1 мая — Илья Зимин — российский журналист, основатель и автор телепередач из цикла «Профессия — репортёр» (НТВ) (убит в 2006 году).
- 4 мая — Ровшан Аскеров — российский и азербайджанский ТВ-знаток («Что? Где? Когда?» (русская и азербайджанская версии), «Брэйн-ринг» (русская и азербайджанская версии), «Своя игра»), экс-спортивный обозреватель газеты «Спорт-Экспресс.
- 21 мая — Леонид Каганов — российский писатель-фантаст, сценарист, юморист и телеведущий.
- 22 мая — Евгений Ревенко —  российский телеведущий.
- 29 июня — Сергей Капков — российский телеведущий и историк кино.
- 24 июля — Сергей Брилёв — российский телеведущий.
- 28 июля — Александр Хабаров — российский телеведущий и журналист, двукратный лауреат премии ТЭФИ (1997, 2005), финалист премии ТЭФИ-2007.